# Estación de George V
George V (en español: Jorge V) es una estación de la línea 1 del metro de París situada en el VIII Distrito de la ciudad bajo los Campos Elíseos.

## Historia
Esta estación se abrió el 13 de agosto de 1900 unos meses después de la apertura del tramo inicial de la línea 1. Bautizada primero con el nombre de Alma, pasó a recibir su nombre actual el 27 de mayo de 1920.
Debe su nombre al monarca británico Jorge V del Reino Unido.

## Descripción
Se compone de dos vías y de dos andenes laterales que inicialmente medían 75 metros y que posteriormente fueron prolongado usando una cripta hasta los 90 metros, permitiendo así usar trenes con más coches de viajeros.
En el año 2010 culminó el proceso de renovación de la estación iniciado en el 2008, siendo despojada de los revestimientos metálicos que forraban la bóveda recuperando su diseño original. 
Su iluminación ha sido modernizada empleando el modelo vagues (olas) con estructuras casi adheridas a la bóveda que sobrevuelan ambos andenes proyectando la luz en varias direcciones.
La señalización, por su parte, usa la novedosa tipografía Parisine LED donde el nombre de la estación aparece en letras blancas sobre un panel metálico de color azul.
Como todas las estaciones de la línea 1 dispone de puertas de andén.

## Accesos
Tiene dos accesos situados en ambas aceras de la avenida de los Campos Elíseos frente a los números 101 y 118.